# Brunsvigia natalensis
Brunsvigia natalensis là một loài thực vật có hoa trong họ Amaryllidaceae. Loài này được Baker mô tả khoa học đầu tiên năm 1896.

## Hình ảnh

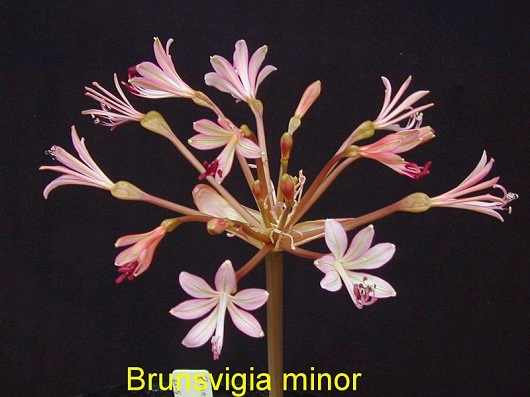